# Гусарчук Тетяна Володимирівна
Тетяна Володимирівна Гусарчук (нар. 24 липня 1957, м. Біла Церква, Київська область) — український музикознавець. Доктор мистецтвознавства (2018), доцент (1998). Член Національної спілки композиторів України (2015).

## Життєпис
Тетяна Гусарчук народилася 24 липня 1957 року в місті Білій Церкві на Київщині.
1985 року закінчила Київську консерваторію (клас Ніни Герасимової-Персидської). Відтоді працює в Alma-mater: з 1998 — доцент кафедри історії української музики, з 2004 — декан по роботі з іноземними студентами; з 2008 — доцент, професор кафедри історії української музики та музичної фольклористики.

## Доробок
Автор понад 60 наукових публікацій, монографій «Покликання» (2002, співавтор), «Артемій Ведель. Постать митця у контексті епох» (2017); видання «Артемій Ведель. Духовні твори» (2007, співавтор), збірки поезій «Чарівний дощ» (2017).
Сфера наукових інтересів — стильові і текстологічні проблеми українського хорового мистецтва 18–19 ст., психологія творчості, насамперед детермінація стилю творчої діяльності музиканта.

## Нагороди
- Премія імені М. В. Лисенка в номінації «За видатні досягнення в музикознавстві» (2019) — за монографію «Артемій Ведель. Постать митця у контексті епох»[5];
- Всеукраїнська премія з музикознавства Primus inter pares-2019 — за книгу «Артемій Ведель. Постать митця у контексті епох»[5][6].